# Chromis lepidolepis
Chromis lepidolepis är en fiskart som beskrevs av Bleeker, 1877. Chromis lepidolepis ingår i släktet Chromis och familjen Pomacentridae. Inga underarter finns listade i Catalogue of Life.